# Ho bisogno di credere
Ho bisogno di credere è un singolo del cantautore italiano Fabrizio Moro, pubblicato il 15 marzo 2019 come primo estratto dal nono album in studio Figli di nessuno.

## Video musicale
Il videoclip, diretto da Giacomo Triglia sotto la sceneggiatura di quest'ultimo e dello stesso Fabrizio Moro, è stato pubblicato il 15 marzo 2019 sul canale Vevo-YouTube del cantante ed è stato girato alle prime luci dell'alba per le strade di una Berlino grigia e silenziosa dove Fabrizio si ritrova a passeggiare, rivedendo nei volti di chi incontra qualche frammento di se stesso e del suo passato.